# Петаре
Петаре — місто у венесуельському штаті Міранда, є частиною міської агломерації Каракаса.
Місто було засновано 17 лютого 1621 року під назвою Сан-Хосе-де-Гуанаріто. Населення — 799 237 осіб (2011); 1 249 420 осіб (2013).

## Клімат
Місто знаходиться у зоні, котра характеризується кліматом тропічних саван. Найтепліший місяць — травень із середньою температурою 23.8 °C (74.8 °F). Найхолодніший місяць — січень, із середньою температурою 20.8 °С (69.4 °F).
| Клімат Петаре           | Клімат Петаре | Клімат Петаре | Клімат Петаре | Клімат Петаре | Клімат Петаре | Клімат Петаре | Клімат Петаре | Клімат Петаре | Клімат Петаре | Клімат Петаре | Клімат Петаре | Клімат Петаре | Клімат Петаре |
| Показник                | Січ.          | Лют.          | Бер.          | Квіт.         | Трав.         | Черв.         | Лип.          | Серп.         | Вер.          | Жовт.         | Лист.         | Груд.         | Рік           |
| Середня температура, °C | 20,8          | 21,3          | 22,3          | 23,2          | 23,8          | 23            | 22,5          | 22,7          | 23            | 23            | 22,4          | 21,4          | 22,5          |
| Норма опадів, мм        | 19.3          | 13            | 11.3          | 48            | 91.7          | 142.8         | 126.3         | 121.4         | 106.8         | 115.9         | 78            | 44.7          | 919.2         |
| Днів з опадами          | 7,6           | 4,7           | 4             | 6,3           | 11,8          | 19,3          | 19,7          | 17,4          | 14,6          | 14,4          | 13,3          | 10,8          | 143,9         |
| Вологість повітря, %    | 77.8          | 75.2          | 72.7          | 74.3          | 76.8          | 79.8          | 81.1          | 81.2          | 79.8          | 80.7          | 80.9          | 80            | 78.4          |
| ----------------------- | ------------- | ------------- | ------------- | ------------- | ------------- | ------------- | ------------- | ------------- | ------------- | ------------- | ------------- | ------------- | ------------- |
| Джерело: Weatherbase    |               |               |               |               |               |               |               |               |               |               |               |               |               |